# Hermanos Reynafé
Los hermanos Reynafé (o con la ortografía actual de Reinafé), José Vicente (1782-1837), Francisco Isidoro (1796-1840), José Antonio (1798-1837) y Guillermo (1799- 1837), nacidos en la provincia de Córdoba, fueron militares y políticos argentinos.
El origen familiar de los Reynafé era irlandés, ya que el apellido de su padre, antes de su castellanización, era Queenfaith (derivante de las palabras inglesas «queen», que significa "reina", y «faith» que significa "fe"), que a su vez era una forma anglicanizada de Kenefick o Kennefeaky, que es un apellido gaélico.

## Biografía resumida de cada uno de ellos

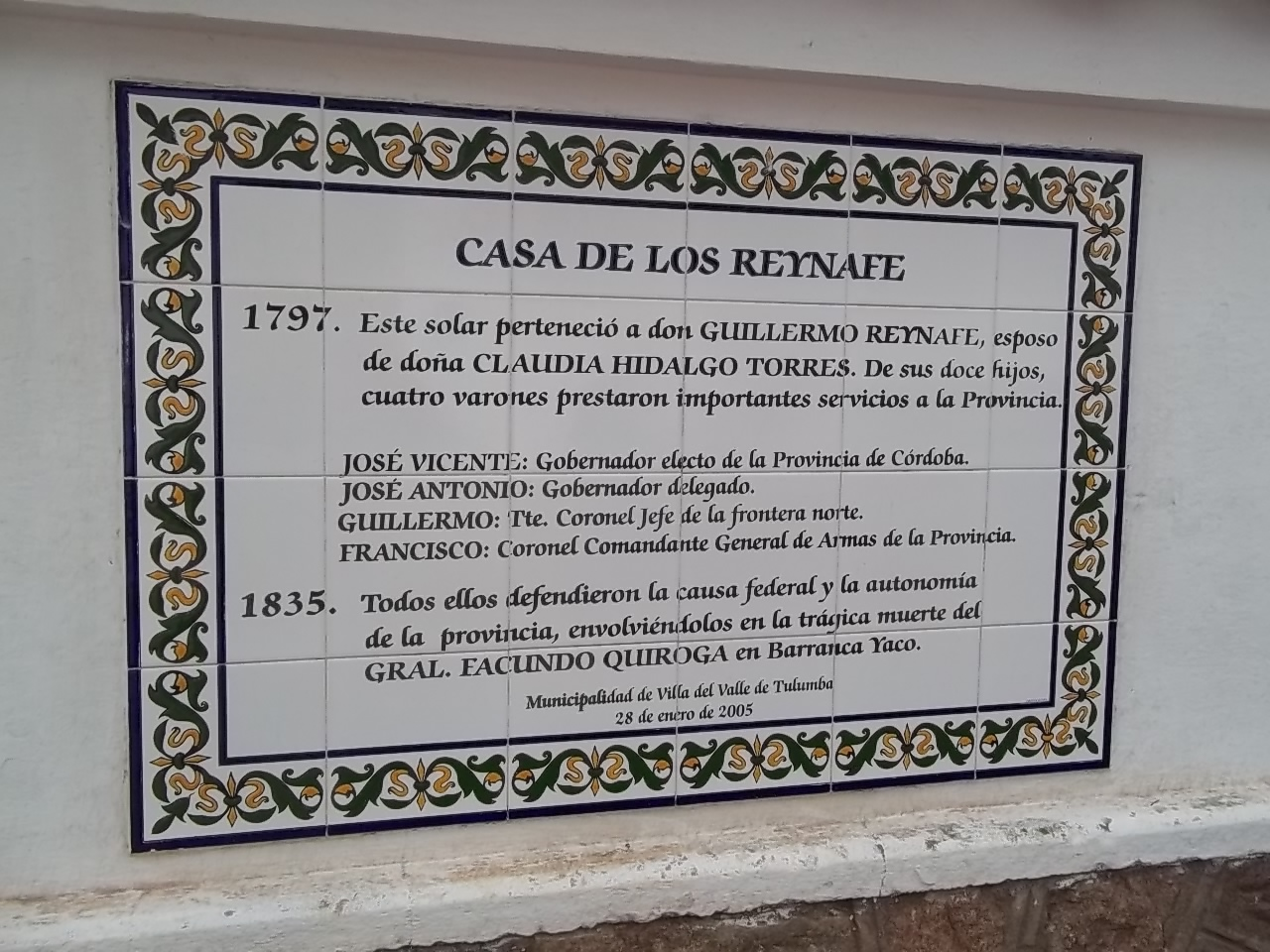
Placa existente en la vieja casa de la familia Reynafé en Villa Tulumba, provincia de Córdoba, Argentina.

### José Vicente Reynafé
Fue caudillo y gobernador de Córdoba, siendo anteriormente juez en el Tribunal de Apelaciones bajo el gobierno del primer caudillo cordobés Juan Bautista Bustos. Cuando José María Paz derrotara a Bustos y asumiera la gobernación de la provincia mediterránea fue encarcelado, pero al no ser acusado de ningún cargo, el general Paz lo puso en libertad. En el año 1831 fue comandante general del Ejército de Córdoba y en el mismo año lo eligieron gobernador.

### Francisco Isidoro Reynafé
Estuvo más dedicado a las tareas del campo y de las haciendas que de las guerras fratricidas de la época, aunque luego se cruzó a las filas de Estanislao López, el gran caudillo santafesino. Él fue quien capturó al general José María Paz en la posta El Tío pero también fue quien se opuso a la ejecución del relevante prisionero. De regreso a las filas de sus hermanos en 1835, asumió el cargo de jefe del Ejército que estaba al mando interino de Santos Pérez nombrado por su hermano José Vicente Reynafé que lo dejara, al asumir como Gobernador. Por su gran acercamiento a Estanislao López, hizo presumir a Juan Manuel de Rosas que ambos eran sospechosos de conspiración en la muerte de Quiroga, y al enterarse de esto, Francisco Reynafé huyó a Montevideo, siendo el único de los tres hermanos que no fue capturado y sentenciado. Del federalismo se pasó al unitarismo para que en los años siguientes pudiera, según como él mismo expresaba, “luchar contra la tiranía de Rosas”. El 26 de marzo de 1840, las fuerzas federales comandadas por el general Juan Pablo López derrotaron completamente a las unitarias al mando del coronel Mariano Vera en la batalla de Cayastá que en cuyas filas militaba Francisco Isidoro Reynafé, y al concluir la lucha, se suicidó tirándose al río Paraná.

### José Antonio Reynafé
En la gobernación cordobesa de Juan Bautista Bustos ocupó varios cargos administrativos. Luego de la derrota de este en manos del general Paz, fue a vivir con su hermano Francisco Isidoro Reynafé a Santa Fe, bajo la protección de Estanislao López. Fue llamado al Ejército de Córdoba por su hermano José Vicente, que por entonces fue proclamado gobernador. Encabezó muchas expediciones en la frontera sur contra tribus aborígenes. Fue implicado junto con sus otros hermanos en el asesinato de Juan Facundo Quiroga. Al ser pedida su captura por el gobierno de Rosas, escapó a Chile por Bolivia pero fue capturado en Antofagasta y enviado a Buenos Aires para ser juzgado y ejecutado.

### Guillermo Reynafé
Activo militante y mano derecha en las campañas de Juan Bautista Bustos en Córdoba. Luego de la caída de este se refugió en Santa Fe junto a sus hermanos, cuando Paz asumió en Córdoba. Se unió al primero para luchar contra Paz en 1831 y fue Guillermo Reynafé el que derrotó a Facundo Quiroga cuando este, en 1833, invadió Río Cuarto al sur de Córdoba, intentando sublevar a la provincia para derrocar a su hermano José Vicente Reynafé.

## Juicio y ejecución de los Reynafé
Luego de la muerte de Quiroga, Rosas ordenó que comparecieran ante un tribunal nacional, pero al no recibir respuesta alguna, puso a la provincia bajo sitio, apoyado por Estanislao López, que quería despegarse de los acontecimientos de Barranca Yaco, interrumpiendo todas las comunicaciones y el comercio de Córdoba. Cuando José Vicente Reinafé terminó su mandato, junto a dos de sus hermanos, fueron enjuiciados en Córdoba y se los declaró a todos inocentes de la muerte del caudillo riojano. No contento con el resultado del tribunal cordobés, Rosas invocó inmediatamente el Pacto Federal y ordenó que los hermanos Reinafé, juntamente con los otros conspiradores, fueran llevados a Buenos Aires para ser juzgados. Luego de un vasto proceso judicial, se los declaró culpables y el 25 de octubre de 1837 José Vicente y Guillermo Reinafé, junto con Santos Pérez y otros diez, fueron ahorcados por método de suspensión en la Plaza de la Victoria. Días antes, José Antonio Reynafé había muerto en la cárcel.

## Asesinato de Quiroga, consecuencias y dudas planteadas en la historiografía argentina

Litografía del ajusticiamiento de los Reynafe y Santos Pérez.

El procedimiento judicial seguido por Rosas fue seriamente cuestionado, por sacar a los acusados de la jurisdicción correspondiente al debido proceso, e impedir un adecuado derecho a la defensa en juicio. Antes de ser fusilado y luego colgado, Santos Pérez culpó públicamente, y a los gritos en la Plaza de la Victoria (hoy Plaza de Mayo), a Juan Manuel de Rosas del asesinato de Facundo. Al ser los hermanos Reynafé amigos y aliados del gobernador santafesino Estanislao López, se trató también de involucrar a este último como magno instigador, e inclusive, a Domingo Cullen, quien fuera su ministro de Hacienda, curiosamente de ascendencia irlandesa a semejanza de los imputados instigadores hallados culpables.
Si bien es cierto que el motivo de venganza se utilizó como un argumento, no es menos cierto que los Reynafé lo perdieron todo, empezando por el poder político hasta importantes propiedades y establecimientos agropecuarios en la Provincia de Córdoba que fueran subastados una vez fusilados, aunque nadie pujara por ellos ya que era de mal augurio, en esa época, comprar bienes de algún finado, haciendo bajar su valor real, y por lo cual, es aquí adonde surgió la figura de un hacendado vasco-salteño de 35 años de edad, llamado José Gregorio de Lezama Quiñones —hijo del militar cabildante colonial Francisco Asensio de Lezama— y quien fuera el futuro amigo de Rosas, que compró a muy bajo costo dicho patrimonio. Esto siembra una seria duda sobre que la supuesta venganza haya sido la motivación del crimen. Perder todo por sed de venganza es difícil de racionalizar como patrón de conducta de políticos avezados como fueron los Reynafé.[cita requerida]
Por otro lado, la muerte de Facundo fue favorable a Rosas, ya que le permitió controlar Córdoba y postergar indefinidamente los congresos que requerían las provincias para lograr la organización constitucional de la Nación en un Estado Federal, imponiendo su poder hegemónico. Esto hace conjeturar que no solo Facundo fue emboscado, también los hermanos Reynafé, todos por Rosas, que se afianzaba en forma fáctica hasta ser derrotado en 1852.[cita requerida]